# Johann Mattheson

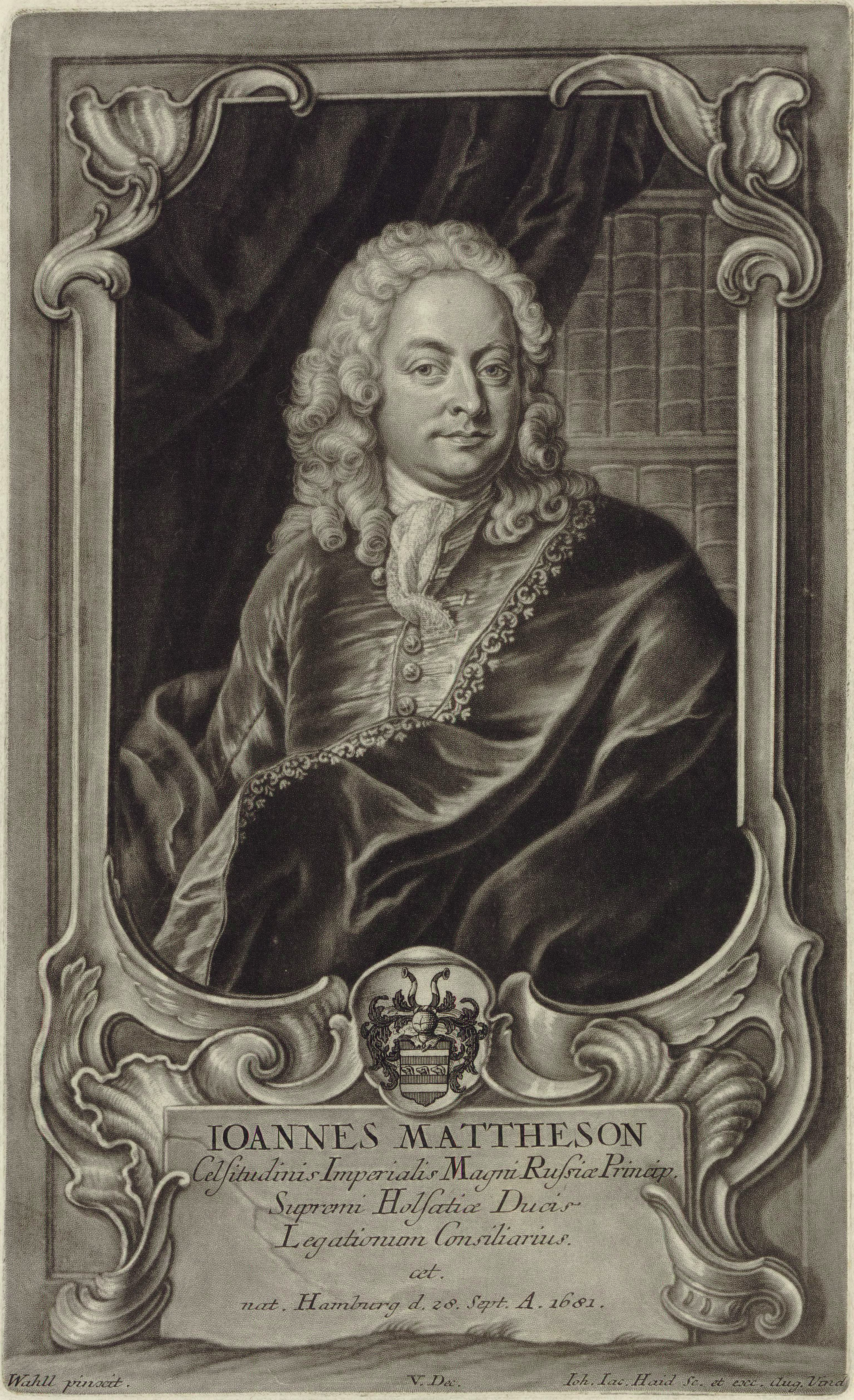
Johann Mattheson.

Johann Mattheson (Hamburgo, 28 de septiembre de 1681 - ibídem, 17 de abril de 1764) fue un compositor, escritor, lexicógrafo, diplomático y teórico musical alemán.

## Vida
Mattheson nació y murió en Hamburgo y mantuvo amistad con célebres compositores como Georg Philipp Telemann.
Hijo de un recaudador de impuestos, Mattheson recibió una amplia educación liberal. Además de una enseñanza musical general, aprendió a tocar instrumentos de teclado, como el órgano y el clavecín; violín, composición y canto. Además, aprendió a hablar inglés, italiano, francés y latín. Uno de sus profesores fue el organista Johann Nikolaus Hanff. 
A los 9 años ya cantaba, acompañado al arpa, tocaba el órgano en la iglesia y era miembro del coro de la ópera de Hamburgo. Hizo su debut como solista en la ópera de Hamburgo en 1696, en papeles femeninos y, después de cambiarle la voz, cantó como tenor en la ópera, dirigió representaciones y compuso óperas. 
En 1703 conoció a Händel y comenzó una amistad que duró toda su vida, aunque casi lo mata en una pelea, durante una interpretación de la ópera de Mattheson Cleopatra en 1704, que tuvo lugar en Oper am Gänsemarkt. Händel se salvó porque un gran botón desvió la espada de Mattheson. Después se reconciliaron. Mattheson cantó los roles principales de las óperas de Händel y dirigió las obras de su amigo; más tarde, Händel reutilizará en algunos momentos pasajes extraídos de óperas de Mattheson.
Juntos viajaron a Lübeck para conocer al célebre organista Dietrich Buxtehude, esperando ser sus sucesores. Pero volvieron a Hamburgo, donde Mattheson en 1704 se hizo preceptor del hijo del embajador de Gran Bretaña, del que después se hizo colaborador directo en 1706, representándolo en varias misiones en el extranjero. Esta posición le aportó una posición social privilegiada y ganancias durante varios años. Se casó con una inglesa en 1709, y es probable que Händel obtuviera los contactos decisivos en este país a través de Mattheson.
En 1715 fue nombrado director de música de la catedral de Hamburgo, puesto en el que permanece hasta 1728, cuando debe abandonarlo afectado por su sordera. Desde entonces, se consagró a escribir obras eruditas relativas a la música. 
Murió en 1764. Fue enterrado en la cripta de la Iglesia de San Miguel en Hamburgo, donde se puede visitar la tumba.

## Obra
Mattheson es famoso, principalmente, como teórico musical. Es el escritor más prolífico sobre práctica interpretativa, estilo teatral y armonía de la Alemania barroca. Además de trabajos originales, en particular respecto a la relación entre la retórica y la música, fue un recopilador de las ideas predominantes en su tiempo. Publicó el primer periódico de crítica musical en Alemania (Critica musica) de 1722 a 1725, Der vollkommene Capellmeister (el completo Maestro de capilla) (1739) y Grundlage einer Ehren-Pforte, repertorio biográfico de 149 músicos, (1740). Tradujo literatura, sobre todo inglesa. 
El grueso de su producción fue vocal, incluyendo ocho óperas y numerosos oratorios y cantatas. También escribió algunas sonatas y música para teclado, inclusive piezas creadas para la enseñanza. 
Salvo una ópera, un oratorio y unas pocas colecciones de música instrumental, el resto de su producción desapareció después de la Segunda Guerra Mundial. Se descubrieron en Ereván (Armenia) en 1998 y fueron devueltas a Hamburgo cuatro óperas y la mayor parte de los oratorios. Los manuscritos se encuentran ahora en la Biblioteca estatal y universitaria de Hamburgo, anteriormente conocida como Hamburger Stadtbibliothek.